# Habitatge plurifamiliar al carrer Margarit, 30 (Barcelona)
L'Habitatge plurifamiliar al carrer Margarit, 30 és una obra modernista de Barcelona protegida com a Bé Cultural d'Interès Local.

## Descripció
Aquest immoble es troba al carrer Margarit, al Poble Sec. És entre mitgeres i consta de planta baixa, cinc pisos, golfes i terrat. A la planta baixa s'obren dues portes, una més ample que l'altre, i hi ha tres plafons amb relleus animals: un drac, un mico amb barret i una àguila. La part superior d'aquest nivell està decorat amb uns esgrafiats vegetals. Als pisos superiors s'obren dues obertures per planta que donen a balcons correguts amb barana de ferro forjat; el balcó del primer pis es recolza sobre mènsules però els altres no. Les obertures estan emmarcades per pilastres amb l'interior buit i capitell decorat amb un animal entre fulles; les llindes estan decorades amb relleus vegetals. El parament és d'esgrafiats vegetals i florals de color verd sobre fons groc. La façana està emmarcada per una filera de falsos carreus. Al cinquè pis aquests carreus són substituïts per dues semicolumnes, més una tercera al centre, que es recolzen sobre mènsules vegetals, tenen el fus amb acanaladures en diagonal i capitell amb motius vegetals; aquestes columnes es repeteixen en altres immobles del barri com en el número 34 del mateix carrer (fitxa 42511). Una motllura separa l'últim pis de les golfes on s'obren respiralls rectangulars amb motius calats i el parament està decorat amb esgrafiats en dos tons de blau. Unes grans mènsules aguanten la cornisa que corona l'edifici.